# James Burbage
Pour les articles homonymes, voir Burbage.
James Burbage, ou Burbadge (1531 - 1597) est un acteur, impresario, et constructeur de théâtres originaire d'Angleterre associé au théâtre élisabéthain. Il fut à l'origine de la construction de The Theatre, lieu célèbre pour avoir été historiquement le premier bâtiment uniquement destiné à la représentation théâtrale construit en Angleterre depuis l'époque romaine. Il semblerait que Burbage fut aussi impliqué dans la construction du Curtain Theatre, et, plus tard, le Blackfriars Theatre, construit en 1596 près du vieux prieuré Dominicain.

## Biographie
Edmond Malone fut la première personne à suggérer que James Baron Burbage avait des liens familiaux avec la famille Burbage de Warwickshire : un faux manuscrit du XIXe siècle mentionnait que Burbage et William Shakespeare étaient originaires de la même région et "pratiquement de la même ville"; quand en fait il n'y a aucune preuve valable allant dans ce sens. Ayant reçu une formation de menuisier, Burbage commença au théâtre comme acteur au sein de la troupe des Leicester's Men vers 1572. Il en fut un des acteurs principaux et un leader dès 1574. En 1576, Burbage s'associa à son beau-frère, John Brayne (Burbage avait épousé la sœur de Brayne, Ellen) pour monter The Theatre.
À noter que ce même John Brayne fut aussi le responsable d'une première tentative dans la construction d'un théâtre permanent, le Red Lion, à Mile End en 1567. Il semble que cette entreprise ne survécut pas à sa première année. On pense que cette première expérience fut d'une grande aide à Burbage pour faire de la seconde tentative un succès là où la première avait échoué.
Burbage et sa famille étaient installés à la paroisse St. Leonard à Shoreditch vers 1576, résidant à Halliwell Street ou Holywell Lane. Les archives font mention du baptême d'une fille, Alice (1576), et de l'enterrement d'une autre fille, Joan (1582). Une troisième fille, Helen, fut enterrée à St. Anne à Blackfriars (1595).
Le fils de James Baron Burbage, Richard Burbage, devint l'un des acteurs les plus célébrés de son époque. Cuthbert Burbage, le frère aîné de Richard, suivit les traces de son père en tant que directeur de théâtre.
James Burbage fut enterré à Shoreditch le 2 février 1597. Sa veuve Ellen fut enterrée au même endroit le 8 mai 1613.